# Kattnäs församling
Kattnäs församling var en församling i Strängnäs stift och i Gnesta kommun i Södermanlands län. Församlingen uppgick 1959 i Frustuna-Kattnäs församling. 

## Administrativ historik
Församlingen har medeltida ursprung och var till 1959 annexförsamling i pastoratet Frustuna och Kattnäs för att därefter uppgå i Frustuna-Kattnäs församling.

## Kyrkor
- Kattnäs kyrka